# Kisnána
Kisnána je vas na Madžarskem, ki upravno spada pod podregijo Gyöngyösi Županije Heves.